# 受害者心態
受害者心態是一種後天的人格特質，其中一個人傾向於承認或認為自己是他人負面行為的受害者，並且在面對這種情況的相反證據時表現得好像是這種情況。 受害者的心態取決於清晰的思維過程和歸因。在某些情況下，那些具有受害者心態的人實際上已經成為他人不法行為的受害者，或者因自己的過錯而遭受了其他不幸。 然而，這種不幸並不一定意味著一個人會通過發展一種普遍而普遍的受害者心態來做出回應，在這種心態中，一個人經常或不斷地認為自己是一個受害者。
該術語還用於指將自己的不幸歸咎於他人的不當行為之傾向，也被稱為受害主義。同樣，犯罪分子經常透過受害者思維，認為自己是道德的，從事犯罪只是作為對不道德世界的反擊，而且還認為當局不公平地針對他們進行迫害。
受害者心態主要是來自家庭成員以及童年時期的處境中發展而來的。

## 特徵
受害者心態可能以各種行為或思維方式表現出來：
1. 認為他人是自身處境的原因，否認對自己的生活或處境負個人責任
2. 將負面意圖歸咎於加害者
3. 相信其他人比自己更幸運
4. 通過自憐的表現或接受他人的同情來獲得解脫

它通常以悲觀、自憐和壓抑的憤怒態度為特徵。具有受害者心態的人也可能有下列傾向：
1. 可能缺乏對情況中實際無力感根源的意識或好奇心
2. 表現出應得權益感和自私自利
3. 在他人嘗試幫助時變得防衛
4. 有分類的傾向：傾向於將人分為「好」和「壞」，中間沒有灰色地帶
5. 避免冒險
6. 習得性失助
7. 自我貶低